# Ти зі мною (Я здаюсь!)
Ти зі мною (Я здаюсь!) — перший сингл з п'ятого студійного альбому Metanoia. Part 1 українського гурту Друга Ріка, випущений у жовтні 2010 року. Жива прем'єра нової пісні відбулася у вересні, коли гурт вперше виконав її під час виступу на Майдані Незалежності у Києві. На початку 2011 року, у січні, музиканти презентували відеокліп на пісню.

## Музичний кліп
Режисером відео став бас-гітарист гурту Віктор Скуратовський. Зйомкти проходили у Національному ботанічному саду ім. Гришка НАН України. Вперше за довгий час (з 2005 року) у кадрі кліпу з'явився другий гітарист гурту — Сергій Біліченко. Головну роль у кліпі виконала укріїнсько топ-модель — Олена Чебуклієва . Це відео стало першим, у якому другий гітарист гурту — Сергій Біліченко, вперше з 2003 року знявся із музикантами у ролі кучера.

## Список композицій
| #  | Назва                                         | Тривалість |
| -- | --------------------------------------------- | ---------- |
| 1. | «Ти Зі Мною? (Я Здаюсь!) (Radio Mix)»         | 3:54       |
| 2. | «Ти Зі Мною? (Я Здаюсь!) (Greg & Shura Mix)»  | 3:28       |
| 3. | «Ти Зі Мною? (Я Здаюсь!) (Light Mix)»         | 3:52       |
| 4. | «Ти Зі Мною? (Я Здаюсь!) (Flashtronic Remix)» | 3:53       |

## Чарти
| Чарт (2010)    | Позиція |
| -------------- | ------- |
| Ukraine Top 40 | 12      |